# Remparts de Québec
A Remparts de Québec egy kanadai jégkorongcsapat a Québec tartománybeli Québec városából. A klubot 1997-ben alapították, és a Ligue de hockey junior Maritimes Québec bajnokságban szerepel.

## Története
A csapat elődje az 1969-ben alapított Remparts de Québec volt, ami 1985-ig létezett, és ugyanúgy a Ligue de hockey junior majeur Québec ligában játszott.

## Jégcsarnok

A csapat jégcsarnoka, a Centre Vidéotron

A csapat jégcsarnoka a bajnokságban legnagyobbnak számító Centre Vidéotron, ami 18 259 fő befogadására alkalmas.